# Міністерство закордонних справ Гватемали
Міністерство закордонних справ Гватемали (ісп. Ministerio de Relaciones Exteriores de Guatemala) — центральний орган виконавчої влади, відповідальний за формування зовнішньої політики та здійснення міжнародних відносин Гватемали з іншими державами. Міністерство також може надавати громадянство Гватемали, забезпечує дотримання Закону про міграцію, демаркує та відає збереженням державних кордонів, проводить переговори щодо міжнародних договорів і угод з іншими країнами та зберігає їхні копії, підписані від імені Гватемали. Згідно з Законом про виконавчу владу та іншими вітчизняними законами захищає інтереси країни закордоном і входить до системи національної безпеки.

## Історія
Почавшись у ХІХ столітті, відразу після підписання незалежності від Іспанії, державне управління налагоджувалося повільно. Був перший етап, коли Гватемала входила до Об'єднаних провінцій Центральної Америки, і другий етап від 1847 року, коли Гватемала стала незалежною і суверенною республікою, вільною в управлінні своїми державними справами. В ті часи різні виконавчі органи влаштовували у вигляді «секретаріатів» за іспанським зразком. Таким чином з'явився Секретаріат закордонних справ, який зберігав свою назву до революції 1944 року. Ухвалений Революційною хунтою 27 грудня 1944 року Декрет № 47 усе ще використовував цю термінологію. Одначе, коли 15 березня 1945 року набула чинності нова Конституція, конституційна система створила державні міністерства. З цієї причини 25 квітня 1945 року Конгрес прийняв законопроєкт про організацію виконавчої гілки влади, де вперше заговорили про міністерство закордонних справ.

## Закордонні справи
Нині Гватемала підтримує дипломатичні відносини зі 152 країнами. Держава утримує 41 посольство по всьому світу та 4 представництва в міжнародних організаціях.